# Glossopteris Gully
Die Glossopteris Gully ist eine steilwandige und schmale glaziale Rinne im ostantarktischen Mac-Robertson-Land. In den Prince Charles Mountains liegt sie am Ostufer der Bainmedart Cove, einer Bucht des Radok Lake.
Eine dreiköpfige Mannschaft der Australian National Antarctic Research Expeditions kampierte am Ausgang der Rinne für einen Monat zwischen Januar und Februar 1969. Das Antarctic Names Committee of Australia benannte sie nach den im oberen Abschnitt der Rinne gefundenen Glossopteris-Fossilien.